# Nicolau de Lira

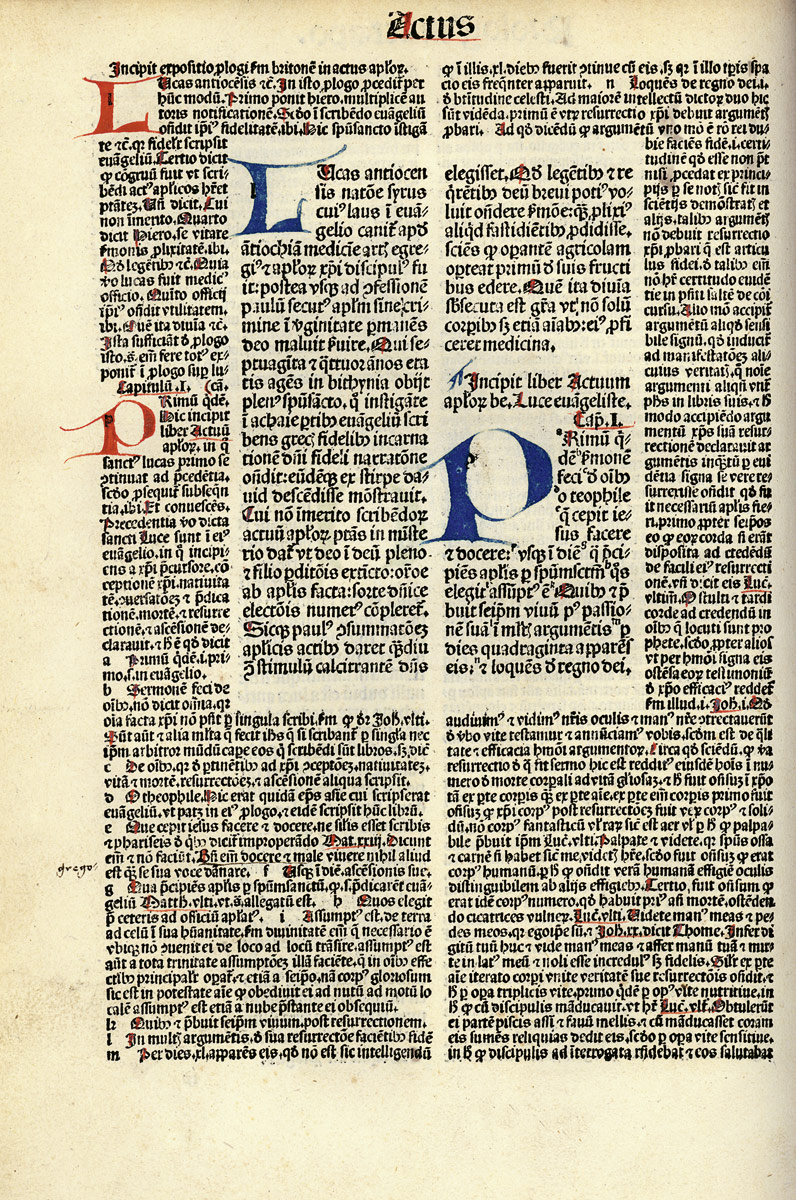
Pàgina de la Biblia cum postillis Nicolai de Lyra, impresa a Estrasburg el 1492.

Nicolau de Lira (La Vieille-Lyre, vers 1270 - París, 23 d'octubre de 1349), va ser teòleg franciscà, i un dels exagetes cristians més influents dels segles xiv i xv.
Segons algunes fonts, la seva família era jueva i ell es va convertir al cristianisme. El 1291 va ingressar en l'orde franciscà, al convent de Verneuil-sur-Avre. Enviat a París per estudiar, el 1307 va obtenir el grau de batxiller i, l'any següent, el de mestre de teologia. El 1309 aconseguí el títol doctor a la Sorbona i deu anys després fou nomenat «ministre provincial» dels franciscans de França.
Després de presidir als franciscans de França entre 1319 i 1324, va ser enviat a exercir de ministre provincial de l'ordre a Borgonya fins que, cap al 1330, va tornar a París per consagrar-se a les tasques d'exègesi bíblica.
Nicolau de Lira es va dedicar durant prop de quaranta anys a comentar la Bíblia. També va escriure tractats dirigits als jueus. Nicolau feia servir totes les fonts a la seva disposició, ja que dominava l'hebreu a la perfecció.
Les seves obres més importants són Postilla litteralis super totam Bibliam (1322-1331) i Postilla moralis seu mystica (1339). Les seves obres van ser els primers comentaris bíblics impresos amb cada pàgina del text bíblic impresa en la part superior central de la pàgina, emmarcada pel text exegètic. Les seves obres foren els llibres d'exègesi més consultats fins al segle xvi, i personalitats com Martí Luter les van consultar i utilitzar.

## Obres
- Postillae perpetuae sive brevia commentaria in universa Biblia
- Librum differentiarum Novi et Veteris Testamenti cum explicatione nominum hebraeorum
- Libellum contra quemdam judaeum impugnantem Christi divinitatem, eiusque doctrinam ex verbis Evangelii secundum Mathaeum
- Expositionem praeceptorum Decalogi
- De corpore Christi librum unum
- Tractatum de ídoneo ministrante et suscipiente Sanctissimum Sacramentum altaris
- Tractatum alterum de visione divinae essentiae ab animabus sanctis a corpore separatis
- Tractatus tres vel quatuor de diversis materiis contra judaeos
- Commentarios in quatuor libros Sententiarum
- Quodlibeta Theologica
- Postillas super Epistolas et Evangelia quadragesimalia
- Sermones de Sanctis
- Sermones de Tempore
- De Messia Ejusque Adventu Præterito